# Штейнберг, Максимилиан Осеевич
Максимилиа́н Осе́евич (О́сипович) Ште́йнберг (22 июня (4 июля) 1883, Вильна, Российская империя — 6 декабря 1946, Ленинград, СССР) — русский и советский композитор, дирижёр и педагог, музыкальный деятель.
Автор 5 симфоний, балетов «Метаморфозы» (по Овидию, 1913) и «Тиль Уленшпигель» (по Ш. Де Костеру, 1936), симфонических и вокально-симфонических произведений.
Заслуженный деятель искусств РСФСР (1934), доктор искусствоведения. Зять Н. А. Римского-Корсакова.

## Биография
Родился 22 июня (по старому стилю) 1883 года в семье известного виленского гебраиста, автора нескольких словарей древнееврейского и халдейского языков, казённого раввина Осея Наумовича Штейнберга (1836—1908) и его жены Надежды Васильевны Штейнберг (1854—1886). В трёхлетнем возрасте остался без матери, умершей в родах младшей дочери.
В 1907 году Штейнберг окончил Петербургский университет, в 1908 году — Петербургскую консерваторию по классу композиции у Николая Римского-Корсакова, в тот же год женился на его дочери Надежде. С 1908 года — стал преподавателем, а с 1915 года — профессором Петроградской консерватории.
Штейнберг создал по указаниям Николая Римского-Корсакова симфонические сюиты из опер «Сказание о невидимом граде Китеже» (составил из музыки оперы финальный фрагмент «Хождение в невидимый град») и «Золотой петушок». Завершил инструментовку оперы Александра Спендиарова «Алмаст» (IV акт).
Максимилиана Штейнберга нередко путали с его однофамильцем и старшим современником, также известным композитором Михаилом Штейнбергом, в начале XX века работавшим совсем в других жанрах. Многие источники, включая профессиональные издания и даже энциклопедии курьёзным образом приписывали серьёзному музыканту, профессору консерватории Максимилиану Штейнбергу авторство «жестоких» цыганских романсов Михаила Штейнберга, к примеру, таких, как «Колокольчики-бубенчики» или «Гай-да тройка, снег пушистый»:751.
В 1914 году на музыку «Метаморфоз» М. М. Фокин силами труппы Русский балет Дягилева поставил балет «Мидас». М. О. Штейнбергу посвящена Одиннадцатая симфония Н. Я. Мясковского (1932).
В начале Великой Отечественной войны был с Ленинградской консерваторией эвакуирован в Ташкент.

### Ученики
- Борис Зейдман
- Галина Уствольская
- Азарий Иванов
- Николай Малаховский
- Георгий Римский-Корсаков
- Дмитрий Толстой
- Семён Чернецкий
- Юрий Шапорин
- Дмитрий Шостакович
- Трувор Шейблер
- Ефим Вилковир
- Павел Вальгардт

### Семья
- Жена — Надежда Николаевна Штейнберг (в девичестве Римская-Корсакова; 1884—1971).
  - Сын — Дмитрий Максимилианович Штейнберг (1909—1962), энтомолог.
  - Сын — Сергей Максимилианович Штейнберг (1911—1960), художник.
  - Дочь — Надежда Максимилиановна Штейнберг (1914—1987), филолог, автор грамматики французского языка.
- Сестра — Надежда Осеевна Щупак[фр.], 1886—1941), французский санскритолог; была замужем за деятелем Бунда, меньшевиком Самуилом Давыдовичем Щупаком (псевдоним Владимиров, 1880, Таганрог — 1944, Освенцим).

## Награды
- Орден Трудового Красного Знамени (21.02.1938) — в связи с 75-летним юбилеем Ленинградской консерватории и за выдающиеся заслуги в области подготовки музыкальных кадров[1].
- Медали.

## Память
- Имя Максимилиана Штейнберга присвоено классу консерватории.
- О М. Штейнберге и его сестре упоминает А. Я. Бруштейн в свой автобиографической книге «Весна» (Трилогия «Дорога уходит вдаль…»).

## Адрес в Ленинграде
- ул. Маклина, д. 26, кв. 15. В этой квартире до Штейнбергов жил И. Ф. Стравинский[5].